# Lea Drinda
Lea Drinda (Jena, 2001) è un'attrice tedesca di origini spagnole.

## Filmografia
- Grani di pepe (Die Pfefferkörner) - serie TV (1 episodio) (2019)
- Ultima traccia: Berlino (Letzte Spur Berlin) - Serie TV (2  episodi) (2019)
- Noi, I ragazzi dello zoo di Berlino (Wir Kinder vom Bahnhof Zoo) - serie TV (8 episodi) (2021)
- Check Check - serie TV (1 episodio) (2021)
- Das Märchen vom Frosch und der goldenen Kugel - regia di Ngo The Chau (2022)
- Everybody Wants to Be Loved- regia di Katharina Woll (2022)
- Becoming Charlie (serie TV) (2022)
- Il Grifone (Der Greif)  - serie TV (6 episodi) (2023)
- In die Sonne schauen, regia di Mascha Schilinski (2025)

## Riconoscimenti
- Hessian Television Award 2022 per il ruolo principale in Becoming Charlie

## Doppiatori italiani
Nelle versioni in italiano delle opere in cui ha recitato, Lea Drinda è stata doppiata da:
- Martina Fell in Noi, I ragazzi dello zoo di Berlino
- Cristina Garosi in Il Grifone